# Traplövészet

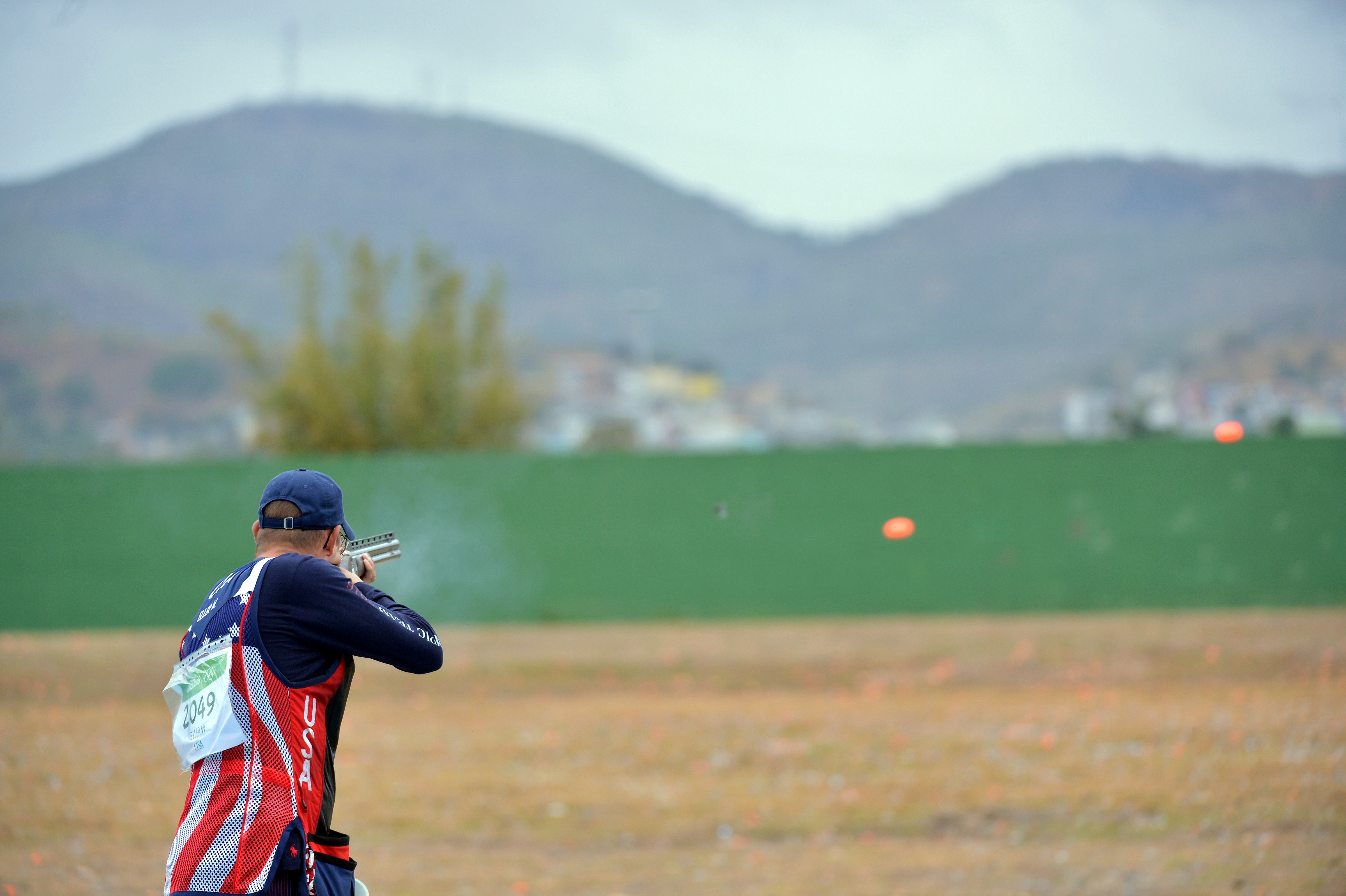
Glenn Eller amerikai koronglövő a 2016-os riói olimpián

A traplövészet a koronglövészet egy ága, korábbi neve agyaggalamb-lövészet. Jelenleg olimpiai sportág olympic trap néven.
A korong egy 10 cm átmérőjű, 2,5 cm magas agyag (galamb), melyet a hajítógép kb. 80 méterre dob el. A fegyver egy dupla csövű (bock), egymás feletti csövű 12-es kaliberű speciális sörétes puska. A lőszer sörétes lőszer 12 kaliber, 24 gramm sörét, mely 2,3-2,4 mm átmérőjű.

## A lövészet menete
5 lőálláson, melyek egymás mellett egy sorban helyezkednek el, lőnek a versenyzők egymás után az előttük 15 méterre a föld alól felbukkanó korongokra.
A versenyzők 5 kört tesznek meg, tehát 25 korongot kapnak fejenként. Egy sorozat 10 jobbra, 10 balra és 5 egyenes irányban dobott korongból áll. Korongonként 2 lövést adhatnak le, a találat akkor érvényes, ha a korongból látható darab válik le. Az alapállásban a lövész töltött, élesített fegyverrel a korong felbukkanási helyére céloz (tart), majd hang kiadásával indítja a korongvető gépet, céloz és tüzel (a két lövés leadására kb. 1-2 másodperce van).

## Kiváló magyar koronglövők
- Halasy Gyula – olimpiai és Európa-bajnok
- Luminiczer Sándor – 3-szoros világ- és Európa-bajnok
- Bodó Zoltán – magyar bajnok olimpikon
- Ludmann László – sokszoros magyar bajnok olimpikon
- Putz István – sokszoros magyar bajnok olimpikon
- Gerebics Roland – olimpikon
- Igaly Diána – olimpiai, világ- és Európa-bajnok (skeet lövő)
- Bognár Richárd - olimpikon vb 5. helyezett (dupla trap)

## Világbajnokságok és eredmények

### Férfi egyéni (1929-2009)
| Év   | Helység       | Arany                                      | Ezüst                         | Bronz                          |
| ---- | ------------- | ------------------------------------------ | ----------------------------- | ------------------------------ |
| 1929 | Stockholm     | Lumniczer Sándor                           | Fredric Landelius P.          | Helmuth Keller                 |
| 1930 | Róma          | Mark Peter Arie                            | Helmuth Keller                | Lumniczer Sándor Kurt Schoebel |
| 1931 | Lvov          | Jozef Kiszkurno                            | Lumniczer Sándor              | August Baumgartner             |
| 1933 | Bécs          | Lumniczer Sándor                           | Dóra Pál                      | Dóra Sándor                    |
| 1934 | Budapest      | Montagh András                             | Jean Robert Bonin de Beaumont | Kurt Schoebel                  |
| 1935 | Brüsszel      | Rudolf Sack                                | Lumniczer Sándor              | Ludo Sheid                     |
| 1936 | Berlin        | Jozef Kiszkurno                            | Dr. Halasy Gyula              | Kurt Schoebel                  |
| 1937 | Helsinki      | Konrad Walentin Huber                      | Ake Afforselles               | Lumniczer Sándor               |
| 1938 | Luhacovice    | Strassburger István                        | Hocke                         | Jozef Kiszkurno                |
| 1939 | Berlin        | Lumniczer Sándor                           | von Den Bongart               | Adolfo Manfredi                |
| 1947 | Stockholm     | Hans Liljedahl                             | Klas Kleberg                  | Seif Allah Ghaleb              |
| 1949 | Buenos Aires  | Fulvio Rocchi                              | Klas Kleberg                  | Ivar Borg                      |
| 1950 | Madrid        | Carlo Sala                                 | Italo Bellini                 | Giulio Prati                   |
| 1952 | Oslo          | Pablo Grossi                               | George Genereux               | Knut Holmqvist                 |
| 1954 | Caracas       | Cesare Merlo                               | Galliano Rossini              | Hans Aasnaes                   |
| 1958 | Moszkva       | Francis Eisenlauer                         | Galliano Rossini              | Edoardo Casciano               |
| 1959 | Kairó         | Hussam El Badrawi                          | Edoardo Casciano              | Galliano Rossini               |
| 1961 | Oslo          | Ennio Mattarelli                           | Francis Eisenlauer            | Ion Dumitrescu                 |
| 1962 | Kairó         | Vladimir Zimenko                           | Karni Singh                   | Joachim Marscheider            |
| 1965 | Santiago      | Mario Enrique Juan Lira                    | Peter Roussos                 | William Abbott                 |
| 1966 | Wiesbaden     | Ken Jones                                  | Gheorghe Enache               | Pavel Senichev                 |
| 1967 | Bologna       | Guy Renard                                 | Richard Loffelmacher          | Adam Smelczyński               |
| 1969 | San Sebastian | Ennio Mattarelli                           | Juergen Henke                 | James Beck                     |
| 1970 | Phoenix       | Michel Carrega                             | Jean Jacques Baud             | Larry Stafford                 |
| 1971 | Bologna       | Michel Carrega                             | Juergen Henke                 | George Florescu                |
| 1973 | Melbourne     | Alexander Androshkin                       | Hugh Bowie                    | Ennio Mattarelli               |
| 1974 | Bern          | Michel Carrega                             | Giorgio Rosatti               | Silvano Basagni                |
| 1975 | München       | John Primrose                              | Alexander Alipov              | Charvin Dixon                  |
| 1977 | Antibes       | Esteban Azcue Larranaga                    | Armando Marques Da Silva      | Carlo Danna                    |
| 1978 | Seoul         | Eladio Vallduvi Casals                     | Silvano Basagni               | James Ellis                    |
| 1979 | Montecatini   | Michel Carrega                             | Alexandr Asanov               | Angelo Alberto Giani           |
| 1981 | Tucuman       | Alexandr Asanov                            | James Ellis                   | Eladio Vallduvi Casals         |
| 1982 | Caracas       | Luciano Giovannetti Eladio Vallduvi Casals |                               | Daniele Cioni                  |
| 1983 | Edmonton      | John Primrose                              | Daniel Carlisle               | Alexandr Asanov                |
| 1985 | Montecatini   | Miroslav Bednarik                          | Daniele Cioni                 | Oleksandr Lavrinenko           |
| 1986 | Suhl          | Miroslav Bednarik                          | Joerg Damme                   | Daniele Cioni                  |
| 1987 | Valencia      | Dmytro Monakov                             | Joerg Damme                   | Oleksandr Lavrinenko           |
| 1989 | Montecatini   | Marco Venturini                            | Joao Rebelo                   | Albano Pera                    |
| 1990 | Moszkva       | Joerg Damme                                | Daniele Cioni                 | Marco Venturini                |
| 1991 | Perth         | Marco Venturini                            | Michael Diamond               | Joerg Damme                    |
| 1993 | Barcelona     | Marco Venturini                            | Giovanni Pellielo             | Jose Bladas                    |
| 1994 | Fagnano       | Dmytro Monakov                             | Christophe Vicard             | Lance Bade                     |
| 1995 | Nicosia       | Giovanni Pellielo\|                        | Michael Diamond               | Francesco Amici                |
| 1997 | Lima          | Giovanni Pellielo                          | Jose Silva                    | Roberto Scalzone               |
| 1998 | Barcelona     | Giovanni Pellielo                          | Lance Bade                    | Marco Venturini                |
| 1999 | Tampere       | Michael Diamond                            | Alexey Alipov                 | Manuel Silva                   |
| 2001 | Kairó         | Michael Diamond                            | Bret Erickson                 | Pavel Gurkin                   |
| 2002 | Lahti         | Khaled Almudhaf                            | Michael Diamond               | Giovanni Pellielo              |
| 2003 | Nicosia       | Karsten Bindrich                           | Giovanni Pellielo             | Alexey Alipov                  |
| 2005 | Lonato        | Massimo Fabbrizi                           | Massimiliano Mola             | Josip Glasnovic                |
| 2006 | Zágráb        | Manavjit Singh Sandhu                      | Erminio Frasca                | Bret Erickson                  |
| 2007 | Nicosia       | Michael Diamond                            | Philip Murphy                 | Karsten Bindrich               |
| 2009 | Maribor       | Marian Kovacocy                            | Massimo Fabbrizi              | Oguzhan Tuzun                  |

### Férfi Csapat (1929-2009)
| Év   | Helyezés      | Arany                                                                                     | Ezüst                                                                                             | Bronz |
| ---- | ------------- | ----------------------------------------------------------------------------------------- | ------------------------------------------------------------------------------------------------- | --- |
| 1929 | Stockholm     | Magyarország Dóra Sándor Dóra Pál Lumniczer Sándor Strassburger István                    | Finnország Ake Afforselles Werner Ekman Robert Waldemar Huber Konrad Walentin Huber               | Németország Helmuth Keller Schivy L. Rudolf Sack Sierslorpff                                                  |
| 1931 | Lvov          | Ausztria August Baumgartner Czernin O. Muehlbauer H. Andras Montagh                       | Magyarország Dóra Sándor Dóra Pál Lumniczer Sándor Konstantyn Lyszkowski                          | Lengyelország Tadeusz Baranski Baranowski Jozef Kiszkurno                                                     |
| 1933 | Bécs          | Magyarország Dóra Pál Dóra Sándor Lumniczer Sándor Montagh András                         | Dánia                                                                                             | Ausztria |
| 1934 | Budapest      | Magyarország Lumniczer Sándor Dóra Pál Montagh András Strassburger István                 | Németország                                                                                       | Dánia |
| 1935 | Brüsszel      | Magyarország Dóra Pál Dóra Sándor Lumniczer Sándor Strassburger István                    | Belgium                                                                                           | Németország                                                                                                   |
| 1936 | Berlin        | Magyarország Dóra Sándor Dr. Halasy Gyula Lumniczer Sándor Strassburger István            | Németország                                                                                       | Nagy-Britannia                                                                                                |
| 1937 | Helsinki      | Finnország Ake Afforselles Werner Ekman Heinonen W. Konrad Walentin Huber                 | Németország Rudolf Sack Kurt Schoebel von Gramon von Den Bongart                                  | Svédország Adlers T. Axel Ekblom W. Klas Kleberg Lundgren G.                                                  |
| 1938 | Luhacovice    | Lengyelország Jozef Kiszkurno Wilhelm Ziegenhirte Konstantyn Lyszkowski Stefan Sztukowski | Csehszlovákia                                                                                     | Magyarország Sandor Dora Sandor Lumniczer Ladislaus Szapary Istvan Strassburger                               |
| 1939 | Berlin        | Németország Dóra Sándor Lumniczer Sándor Strassburger István Ladislaus Szapary            | Olaszország                                                                                       | Magyarország                                                                                                  |
| 1947 | Stockholm     | Svédország Hoegfeldt N. Klas Kleberg Hans Liljedahl Carl Palmstierna                      | Egyiptom Seifullah Ghaleb Makarius F. Mohamed Labib Shahin S.                                     | Finnország Werner Ekman de Prado A. Konrad Walentin Huber Sven-Erik Theodor Rosenlew                          |
| 1949 | Buenos Aires  | Argentína Leon Bozzi Juan de Giacomi Juan Angel Martini Tronconi Fulvio Rocchi            | Svédország Ivar Borg Klas Kleberg Hans Liljedahl Carl Palmstierna                                 | Uruguay Malugani L. Barrera H. Nocetti J. Fleurguin F.                                                        |
| 1950 | Madrid        | Olaszország Carlo Sala Italo Bellini Giulio Prati Giacomo Prati                           | Görögország Jean Coutzis Manfredi George Coutzis Lynardakis                                       | Spanyolország Mascort Amigo Serrahima Sarasqueta Rafael Juan Garcia                                           |
| 1952 | Oslo          | Svédország Alwen C. Knut Holmqvist Hans Liljedahl Carl Palmstierna                        | Egyiptom Seifullah Ghaleb Youssef Fares Marabouti M. Shahin S.                                    | Olaszország Italo Bellini Crocco A. Adolfo Manfredi Galliano Rossini                                          |
| 1954 | Caracas       | Olaszország Raffaele de Donato Cesare Merlo Galliano Rossini Guglielmo Tuccimei           | Svédország Alwen K. Alwen C. Knut Holmqvist Bengt Malmgren                                        | Egyiptom Chaleb S. A. Badraur M. El Senoussi M. Riad A.                                                       |
| 1958 | Moszkva       | Szovjetunió Sergei Kalinin Jurij Nikandrov Valentin Styepin Vladimir Zimenko              | Olaszország Edoardo Casciano Alessandro Ciceri Daniele Ciceri Galliano Rossini                    | USA Clark H. Everhart W. Francis Eisenlauer Session E.                                                        |
| 1959 | Kairó         | Olaszország                                                                               | Libanon                                                                                           | Egyiptom |
| 1962 | Kairó         | Szovjetunió Sergei Kalinin Jurij Nikandrov Pavel Senichev Vladimir Zimenko                | NDK Gerhard Assmus Joachim Marscheider Karl Heinz Kramer Heinz Rehder                             | Egyesült Arab Köztársaság Hussam El Badrawi Bidair C. Mohamed Chahin Mehrez Saleh Y.                          |
| 1966 | Wiesbaden     | USA Billy Hicks Gordon Horner Charles Jenson Ken Jones                                    | Románia Ion Dumitrescu George Florescu Gheorghe Enache Popovici S.                                | Szovjetunió Alexander Alipov Jurij Nikandrov Pavel Senichev Vladimir Zimenko                                  |
| 1967 | Bologna       | Olaszország Silvano Basagni Ennio Mattarelli Angelo Scalzone Galliano Rossini             | USA James Beck Chris Bishop Billy Hicks Richard Loffelmacher                                      | Szovjetunió Alexander Alipov Karlo Daraseliya Yuriy Kostylev Pavel Senichev                                   |
| 1969 | San Sebastian | Olaszország Umberto Bertozzi Alberto Giani Ennio Mattarelli Giorgio Rosatti               | USA James Beck Thomas Garrigus Howard Terry Larry Stafford                                        | Egyiptom Maly Mohamed Chahin Mehrez Sabet Wahdan                                                              |
| 1970 | Phoenix       | USA James Columbo Dallas Krapf Larry Stafford Walter Zobell                               | Franciaország Jean Jacques Baud Pierre Candelo Michel Carrega Dominique Veneny                    | Olaszország Silvano Basagni Ennio Mattarelli Giorgio Rosatti Galliano Rossini                                 |
| 1971 | Bologna       | Németország Peter Blecher Heinz Leibinger Ludwig Roselius Hubertus Underberg              | Olaszország Silvano Basagni Serafino Giani Ennio Mattarelli Giorgio Rosatti                       | Franciaország Jean Jacques Baud Pierre Candelo Michel Carrega Michel Prevost                                  |
| 1973 | Melbourne     | Szovjetunió Alexander Alipov Alexander Androshkin Gennady Galkin Peeter Vehm              | USA Hugh Bowie Kenneth Gilbert Frank Little Harry Skalsky                                         | Ausztrália James Ellis Kenneth Lowry Douglas Smith Peter Wray                                                 |
| 1974 | Bern          | Franciaország Jean Jacques Baud Michel Carrega Daniel Lagarrigue Robert Pereira           | Olaszország Silvano Basagni Alberto Carneroli Ennio Mattarelli Giorgio Rosatti                    | USA Ken Blasi Frank Little James Poindexter Walter Zobell                                                     |
| 1975 | München       | USA Daniel Carlisle Charvin Dixon Donald Haldeman Walter Zobell                           | Kanada Larry Ivanny James Platz John Primrose Edward Wladichuk                                    | Spanyolország Esteban Azcue Larranaga Jaime Bladas Santasusagna Ricardo Sancho Navarro Eladio Vallduvi Casals |
| 1977 | Antibes       | Olaszország Silvano Basagni Alberto Carneroli Carlo Danna Angelo Alberto Giani            | Spanyolország Esteban Azcue Larranaga Ricardo Sancho Navarro Ruiz Rumoroso Eladio Vallduvi Casals | USA Hugh Bowie Donald Haldeman Frank Little James Poindexter                                                  |
| 1978 | Szöul         | USA Lee Bannerman Daniel Carlisle Randy Voss Walter Zobell                                | Japán Kan Numajiri Mitsuyoshi Kodaira Masao Obara Vatanabe Kazumi                                 | Spanyolország Luis Granados Ricardo Sancho Navarro Ruiz Rumoroso Eladio Vallduvi Casals                       |
| 1979 | Montecatini   | Olaszország Silvano Basagni Alberto Carneroli Luciano Giovannetti Angelo Alberto Giani    | Szovjetunió Alexandr Asanov Rustam Yambulatov Sergei Okhotsky Jurij Nikandrov                     | Franciaország Pierre Boutin Christian Demarle Bernard Blondeau Michel Carrega                                 |
| 1981 | Tucuman       | Szovjetunió Alexandr Asanov Oleksandr Lavrinenko Sergei Okhotsky Rustam Yambulatov        | Spanyolország Esteban Azcue Larranaga Pedro Sainz Ricardo Sancho Navarro Eladio Vallduvi Casals   | Nagy-Britannia Peter Boden Peter Croft James Young John Tennison                                              |
| 1982 | Caracas       | Olaszország Silvano Basagni Daniele Cioni Luciano Giovannetti Angelo Alberto Giani        | Franciaország Christophe Blein Bernard Blondeau Michel Carrega Patrick Mahaut                     | Szovjetunió Alexandr Asanov Oleksandr Lavrinenko Sergei Okhotsky Igor Semenov                                 |
| 1983 | Edmonton      | USA Daniel Carlisle Peter Piffath Dayne Johnson                                           | Szovjetunió Alexandr Asanov Oleksandr Lavrinenko Igor Semenov                                     | Ausztrália Graeme Boyd James Ellis John Maxwell                                                               |
| 1985 | Montecatini   | Olaszország Silvano Basagni Daniele Cioni Luciano Giovannetti                             | Szovjetunió Alexandr Asanov Rustam Yambulatov Oleksandr Lavrinenko                                | Csehszlovákia Miroslav Bednarik Josef Machan Jindrich Paroubek                                                |
| 1986 | Suhl          | Csehszlovákia Miroslav Bednarik Josef Machan Jindrich Paroubek                            | Olaszország Daniele Cioni Luciano Giovannetti Albano Pera                                         | Szovjetunió Alexandr Asanov Oleksandr Lavrinenko Alexander Starodub                                           |
| 1987 | Valencia      | Portugália Helder Cavaco Joao Rebelo José Pinto                                           | Szovjetunió Oleksandr Lavrinenko Dmytro Monakov Urmas Saaliste                                    | USA Ken Blasi Daniel Carlisle George Allen Haas                                                               |
| 1989 | Montecatini   | Olaszország Daniele Cioni Albano Pera Marco Venturini                                     | Magyarország Zoltan Bodo Karoly Gombos Istvan Putz                                                | Portugália Antonio Marques Joao Rebelo Luis Tinoco                                                            |
| 1990 | Moszkva       | Olaszország Daniele Cioni Albano Pera Marco Venturini                                     | Portugália Antonio Marques Joao Rebelo Manuel Silva                                               | Németország Joerg Damme Thomas Fichtner Ralf Rehberg                                                          |
| 1991 | Perth         | USA Richard Chordash Bret Erickson Jay Waldron                                            | Nagy-Britannia Peter Boden Peter Croft Kevin Gill                                                 | Spanyolország Jose Bladas Rafael Axpe Juan Torne                                                              |
| 1993 | Barcelona     | Olaszország Giovanni Pellielo Roberto Scalzone Marco Venturini                            | Spanyolország Jose Bladas Pedro Martin Jose Luis Perez                                            | Németország Joerg Damme Olaf Kirchstein Uwe Moeller                                                           |
| 1994 | Fagnano       | Olaszország Giovanni Pellielo Roberto Scalzone Marco Venturini                            | Portugália Joao Rebelo Luis Pereira Manuel Silva                                                  | Németország Karsten Bindrich Joerg Damme Bjoern Hille                                                         |
| 1995 | Nicosia       | Olaszország Giovanni Pellielo Marcello Tittarelli Marco Venturini                         | Ausztrália Michael Diamond Russell Mark Filippo Petriella                                         | USA Brian Ballard Lance Bade Joshua Lakatos                                                                   |
| 1997 | Lima          | Olaszország Giovanni Pellielo Roberto Scalzone Rodolfo Vigano                             | Portugália Joao Rebelo Jose Silva Manuel Silva                                                    | Ausztrália Benjamin Kelley Russell Mark Adam Vella                                                            |
| 1998 | Barcelona     | Olaszország Marco Venturini Marcello Tittarelli Giovanni Pellielo                         | USA David Grazioli James Graves Lance Bade                                                        | Portugália Jose Silva Joao Rebelo Luis Pereira                                                                |
| 1999 | Tampere       | Ausztrália Michael Diamond Russell Mark Glenn Kable                                       | Oroszország Alexey Alipov Sergey Lyubomirov Igor Chebanov                                         | USA Dominic Grazioli Matthew Depuydt Lance Bade                                                               |
| 2001 | Kairó         | Ausztrália Michael Diamond Benjamin Kelley Nathan Cassells                                | USA Bret Erickson Joshua Lakatos Lance Bade                                                       | Oroszország Pavel Gurkin Alexey Alipov Ivan Derevskiy                                                         |
| 2002 | Lahti         | Irország Derek Burnett David Malone Philip Murphy                                         | Ausztrália Michael Diamond Russell Mark Adam Vella                                                | Finnország Tommi Andelin Ville Laitinen Petri Nummela                                                         |
| 2003 | Nicosia       | Oroszország Alexey Alipov Maxim Kosarev Igor Chebanov                                     | Olaszország Giovanni Pellielo Marco Venturini Massimo Fabbrizi                                    | Szlovákia Vladimir Slamka Mario Filipovic Roman Cavara                                                        |
| 2005 | Lonato        | Olaszország Massimiliano Mola Massimo Fabbrizi Giovanni Pellielo                          | Ausztrália Thomas Turner Michael Diamond Adam Vella                                               | Franciaország Stephane Clamens Jean-Pierre Chavassieux Yves Tronc                                             |
| 2006 | Zágráb        | Oroszország Pavel Gurkin Alexey Alipov Maxim Kosarev                                      | India Manavjit Singh Sandhu Mansher Singh Anwer Sultan                                            | USA Bret Erickson Matthew Wallace Lance Bade                                                                  |
| 2007 | Nicosia       | Kuvait Khaled Almudhaf Naser Meqlad Abdulrahman Al Faihan                                 | Olaszország Giovanni Pellielo Erminio Frasca Massimo Fabbrizi                                     | Írország Philip Murphy Derek Burnett David Malone                                                             |
| 2009 | Maribor       | Olaszország                                                                               | Szlovákia                                                                                         | Csehország |

### Női Egyéni (1962 - 2009)
| Év   | Helység           | Arany                        | Ezüst                | Bronz                        |
| ---- | ----------------- | ---------------------------- | -------------------- | ---------------------------- |
| 1962 | Kairó             | Valentina Gerasina           | Charlotte Berkenkamp | Sheila Breckon               |
| 1966 | Wiesbaden         | Elisabeth von Soden          | Charlotte Berkenkamp | Valentina Gerasina           |
| 1967 | Bologna           | Elisabeth von Soden          | Valentina Gerasina   | Vera Verigina                |
| 1969 | San Sebastian     | Bina Avrile Guiducci         | Elisabeth von Soden  | Valentina Gerasina           |
| 1970 | Phoenix           | Julia Sidorova               | Bina Avrile Guiducci | Valentina Gerasina           |
| 1971 | Bologna           | Galina Khomutova             | Susan Nattrass       | Nuria Ortiz                  |
| 1974 | Bern              | Susan Nattrass               | Audrey Grosch        | Francoise Robrolle           |
| 1975 | München           | Susan Nattrass               | Elisabeth von Soden  | Natalia Ukolova              |
| 1977 | Antibes           | Susan Nattrass               | Audrey Grosch        | Wanda Gentiletti             |
| 1978 | Seoul             | Susan Nattrass               | Wanda Gentiletti     | Maria Carmen Garcia de Cubas |
| 1979 | Montecatini Terme | Susan Nattrass               | Julia Klekova        | Larisa Tushkina              |
| 1981 | Tucuman           | Susan Nattrass               | Mauricette Colavito  | Frances Strodtman            |
| 1982 | Caracas           | Maria Carmen Garcia de Cubas | Susan Nattrass       | Elena Shishirina             |
| 1983 | Edmonton          | Connie Tomsovic              | Elena Shishirina     | Susan Nattrass               |
| 1985 | Montecatini Terme | Li Li                        | Elena Shishirina     | Frances Strodtman            |
| 1986 | Suhl              | Gao E                        | Elena Shishirina     | Susan Nattrass               |
| 1987 | Valencia          | Weiping Yin                  | Gao E                | Satu Pusila                  |
| 1989 | Montecatini Terme | Elena Shishirina             | Gema Usieto          | Muriel Bernard               |
| 1990 | Moszkva           | Pia Baldisserri              | Roberta Pelosi       | Yujin Wang                   |
| 1991 | Perth             | Gema Usieto                  | Susan Nattrass       | Roberta Pelosi               |
| 1993 | Barcelona         | Gema Usieto                  | Deena Julin          | Gao E                        |
| 1994 | Fagnano           | Paola Tattini                | Deena Julin          | Denise Morrison              |
| 1995 | Nicosia           | Frances Strodtman            | Deena Julin          | Satu Makela                  |
| 1997 | Lima              | Elena Rabaia                 | Gema Usieto          | Deserie Wakefield-Baynes     |
| 1998 | Barcelona         | Satu Pusila                  | Susanne Kiermayer    | Hua Guo                      |
| 1999 | Tampere           | Cindy Gentry                 | Satu Pusila          | Delphine Racinet             |
| 2001 | Kairó             | Irina Laricheva              | Susan Nattrass       | Gao E                        |
| 2002 | Lahti             | Elena Tkach                  | Daina Gudzinevičiūtė | Yujin Wang                   |
| 2003 | Nicosia           | Victoria Chuyko              | Roberta Pelosi       | Zuzana Štefečeková           |
| 2005 | Lonato            | Deborah Gelisio              | Irina Laricheva      | Susan Nattrass               |
| 2006 | Zágráb            | Susan Nattrass               | Li Csen              | Hye Gyong Chae               |
| 2007 | Nicosia           | Yingzi Liu                   | Deborah Gelisio      | Daniela Del Din              |
| 2009 | Maribor           | Jessica Rossi                | Irina Laricheva      | Satu Mäkelä-Nummela          |

### Női Csapat (1975-2009)
| Év   | Város             | Arany                                                                                        | Ezüst                                                                                                   | Bronz                                                                                         |
| ---- | ----------------- | -------------------------------------------------------------------------------------------- | --- | --------------------------------------------------------------------------------------------- |
| 1975 | München           | Szovjetunió Valentina Gerasina Julia Klekova Natalia Ukolova                                 | Németország Marlene Caspary Beate Roselius Elisabeth von Soden                                          | USA Audrey Grosch Kathleen Sedleczky Frances Strodtman                                        |
| 1977 | Antibes           | Olaszország Bina Avrile Guiducci Wanda Gentiletti Elda Rolandi                               | USA Audrey Grosch Loral Delaney Frances Strodtman                                                       | Spanyolország Maria Carmen Garcia de Cubas Maria Pilar Gonzalez de Rionda Teresa de Llaurador |
| 1978 | Szöul             | Olaszország Wanda Gentiletti Bina Avrile Guiducci Bianca Rosa Hansberg                       | Spanyolország Maria Carmen Garcia de Cubas Maria Pilar Gonzalez de Rionda Maria Teresa Munoz            | USA Loral Delaney Audrey Grosch Valeria Johnson                                               |
| 1979 | Montecatini Terme | Szovjetunió Larisa Tushkina Valentina Hlebnikova Julia Klekova                               | Olaszország Bina Avrile Guiducci Wanda Gentiletti Elda Rolandi                                          | USA Hoyle C. Valeria Johnson Frances Strodtman                                                |
| 1981 | Tucuman           | Spanyolország Maria Carmen Garcia de Cubas Maria Pilar Gonzalez de Rionda Maria Teresa Munoz | USA Audrey Grosch Glenda Stark Frances Strodtman                                                        |                                                                                               |
| 1982 | Caracas           | USA Carol Mc Clure Frances Strodtman Connie Tomsovic                                         | Spanyolország Maria Carmen Garcia de Cubas Maria Teresa Munoz Maria Dolores Palazon Hurtado             | Kína Gao E Li Li Yali Xu                                                                      |
| 1983 | Edmonton          | USA Loral Delaney Frances Strodtman Connie Tomsovic                                          | Spanyolország Maria Carmen Garcia de Cubas Maria Pilar Gonzalez de Rionda Maria Dolores Palazon Hurtado | Kína Gao E Li Li Yali Xu                                                                      |
| 1985 | Montecatini Terme | Kína Gao E Li Li Yujin Wang                                                                  | Olaszország Paola Tattini Pia Baldisserri Wanda Gentiletti                                              | Kanada Susan Nattrass Anne Mc Garvey Lisa Salt                                                |
| 1986 | Suhl              | Szovjetunió Svetlana Lazareva Marina Michailova Elena Shishirina                             | Kína Gao E Li Li Weiping Yin                                                                            | Olaszország Wanda Gentiletti Roberta Morara Pia Baldisserri                                   |
| 1989 | Montecatini Terme | Szovjetunió Daina Gudzinevičiūtė Svetlana Lazareva Elena Shishirina                          | Spanyolország Maria Dolores Palazon Hurtado María Quintanal Gema Usieto                                 | Kína Gao E Ruizhen Lu Weiping Yin                                                             |
| 1990 | Moszkva           | Olaszország Paola Tattini Pia Baldisserri Roberta Pelosi                                     | Szovjetunió Maya Gubieva Irina Laricheva Elena Shishirina                                               | Kína Ruizhen Lu Yujin Wang Weiping Yin                                                        |
| 1991 | Perth             | Kína Li Li Yujin Wang Weiping Yin                                                            | Szovjetunió Victoria Chuyko Elena Shishirina Elena Tkach                                                | Franciaország Muriel Bernard Mauricette Colavito Gisele Renaud                                |
| 1993 | Barcelona         | Kína Gao E Yujin Wang Weiping Yin                                                            | Németország Silke Huesing Susanne Kiermayer Petra Knetemann                                             | Spanyolország Maria Dolores Palazon Hurtado Mari Luz Terol Gema Usieto                        |
| 1994 | Fagnano           | Olaszország Emanuela Caponi Roberta Pelosi Paola Tattini                                     | USA Deena Julin Denise Morrison Theresa Wentzel                                                         | Németország Silke Huesing Susanne Kiermayer Petra Knetemann                                   |
| 1995 | Nicosia           | USA Deena Julin Denise Morrison Frances Strodtman                                            | Olaszország Cristina Bocca Roberta Pelosi Paola Tattini                                                 | Finnország Satu Makela Satu Pusila Tiina Viljanen                                             |
| 1997 | Lima              | Olaszország Cristina Bocca Roberta Pelosi Paola Tattini                                      | USA Carolyn Koch-Paramore Deena Mendicino Joetta Novinski                                               | Oroszország Irina Laricheva Elena Rabaia Maria Volkova                                        |
| 1998 | Barcelona         | Kína Li Csen Hua Guo Gao E                                                                   | USA Deena Minyard Cindy Gentry Theresa Dewitt                                                           | Németország Sonja Scheibl Silke Huesing Susanne Kiermayer                                     |
| 1999 | Tampere           | Kína Fang Han Li Csen Gao E                                                                  | Franciaország Delphine Racinet Gisele Renaud Yolande Vidal                                              | Olaszország Cristina Bocca Giulia Iannotti Roberta Pelosi                                     |
| 2001 | Kairó             | Oroszország Irina Laricheva Elena Tkach Maria Zub                                            | Kína Gao E Hua Guo Yingzi Liu                                                                           | Ausztrália Suzanne Balogh Deserie Baynes Nessa Jenkins                                        |
| 2002 | Lahti             | Oroszország Irina Laricheva Elena Tkach Maria Zub                                            | Spanyolország Vanessa Leon Vanesa Majuelo María Quintanal                                               | Kína Gao E Huike Ma Yujin Wang                                                                |
| 2003 | Nicosia           | Olaszország Roberta Pelosi Giulia Iannotti Maria Sole Santasilia                             | Kína Gao E Yujin Wang Yingzi Liu                                                                        | Spanyolország Vanessa Leon María Quintanal Vanesa Majuelo                                     |
| 2005 | Lonato            | Oroszország Irina Laricheva Elena Tkach Elena Rabaia                                         | Olaszország Deborah Gelisio Romina Giansanti Giulia Iannotti                                            | Kína Huike Ma Gao E Yi Wen Wang                                                               |
| 2006 | Zágráb            | Kína Li Csen Mei Zhu Gao E                                                                   | Nagy Britannia Lesley Goddard Charlotte Kerwood Shona Marshall                                          | Oroszország Elena Tkach Irina Laricheva Tatiana Barsuk                                        |
| 2007 | Nicosia           | Olaszország Deborah Gelisio Giulia Iannotti Arianna Perilli                                  | Kína Yingzi Liu Li Csen Gao E                                                                           | Németország Sonja Scheibl Susanne Kiermayer Jana Beckmann                                     |
| 2009 | Maribor           | Olaszország                                                                                  | Nagy Britannia                                                                                          | San Marino                                                                                    |

## Külső hivatkozások
- A koronglövés szabályai